# オットマー・ヒッツフェルト
オットマー・ヒッツフェルト（Ottmar Hitzfeld、1949年1月12日 - ）は、ドイツ・バーデン＝ヴュルテンベルク州レラッハ出身の元サッカー選手、サッカー指導者。

## 経歴
現役時代はアマチュア、及びプロ選手としてスイスや西ドイツでプレー。現役時代のポジションはFW。スイスで大学にも通い、数学教師のライセンスを持っている。選手生活を退いた後に指導者としての道をスイスでスタート。 SCツーク、FCアーラウや グラスホッパー・チューリヒの監督としてスイス・カップやスイス・スーパーリーグで優勝を果たした。1991年にドイツ・ブンデスリーガで低迷していたボルシア・ドルトムントの監督に就任。対戦相手を徹底的に分析するとともに戦術に長け、ドイツ・ブンデスリーガ優勝2回、UEFAチャンピオンズリーグ優勝1回を果たした。
ボルシア・ドルトムントでの実績が評価され、1998年にFCバイエルン・ミュンヘンの監督に就任。リーグ優勝4回、ドイツカップ優勝2回、UEFAチャンピオンズリーグ優勝1回、さらにトヨタカップを制覇するなど、同クラブの黄金時代に貢献した。その間、国外のクラブから度々監督就任の声が挙がったが、ドイツ語による選手との意志の疎通を信条としてその都度オファーを断った。
2004年にバイエルン・ミュンヘン監督を辞任。同年のEURO2004終了後に解任されたルディ・フェラードイツ代表監督の後任にも挙がったが、本人は固辞した。
他にもレアル・マドリードなど数多くのビッグクラブから監督就任のオファーがあったがそれを全て断り、ドイツ有料テレビ「PREMIERE」でサッカー・コメンテーターとして活躍。
しかしバイエルン・ミュンヘンのGMウリ・ヘーネスの説得もあり、2007年1月31日、不調にあえぐバイエルン・ミュンヘン監督に再就任した。
ドイツ出身だがスイスでの生活が長い。現在も住居はスイスのエンゲルベルクにあり、妻はスイス人。家ではスイス方言（スイスドイツ語）を話している。そのためスイス人であるとよく間違えられ、ドイツでも当初は「スイス人監督がドイツにやってきた」と報道された。1991年にボルシア・ドルトムントの監督に就任した際、スイス方言のサッカー用語しか知らず、標準ドイツ語のサッカー用語を学びなおさなくてはならなかった。
現在でもスイス国際放送のインタビューなどでは全てスイス方言で答えており、多くのスイス人はヒッツフェルトのことを「ドイツに出稼ぎに行っている自分達の国の監督」と考えている。スイスサッカー協会も長年何度もスイス代表監督として打診するもののなかなか実現できずにいたが、2008年のEURO2008終了後から2年間就任することが契約された。2010 FIFAワールドカップでは優勝したスペイン代表を倒す番狂わせを演出したがグループリーグで敗退した。その後契約を2014年まで延長。
2014 FIFAワールドカップ本大会後に監督キャリアに終止符を打った。

## 所属クラブ
- TuSシュテッテン 1960-1967
- FVレーラッハ 1967-1971
- FCバーゼル 1971-1975
- VfBシュトゥットガルト 1975-1978
- ACルガーノ 1978-1980
- FCルツェルン 1980-1982

## 指導歴
- SCツーク 1983-1984
- FCアーラウ 1984-1988
- グラスホッパー・チューリヒ 1988-1991
- ボルシア・ドルトムント 1991-1997
- FCバイエルン・ミュンヘン 1998-2004
- FCバイエルン・ミュンヘン 2007-2008
- スイス代表 2008-2014

## 獲得タイトル
- トヨタカップ優勝：1回 (2001)
- UEFAチャンピオンズリーグ優勝：2回 (1997, 2001)
- ドイツ・ブンデスリーガ優勝：7回 (1995, 1996, 1999, 2000, 2001, 2003, 2008)
- DFBポカール優勝：3回 (2000, 2003, 2008)
- DFLリーガポカール優勝：3回 (1999, 2000, 2007)
- スイス・スーパーリーグ優勝：2回 (1990, 1991)
- スイス・カップ優勝：3回 (1985, 1989, 1990)
- スイス2部優勝：1回 (1984), スイス・スーパーリーグへ昇格

- UEFAチャンピオンズリーグ準優勝：1回 (1999)
- UEFAカップ準優勝：1回 (1993)

- 世界最優秀監督賞受賞：2回 (1997, 2001)